# Mateusz Bieniek

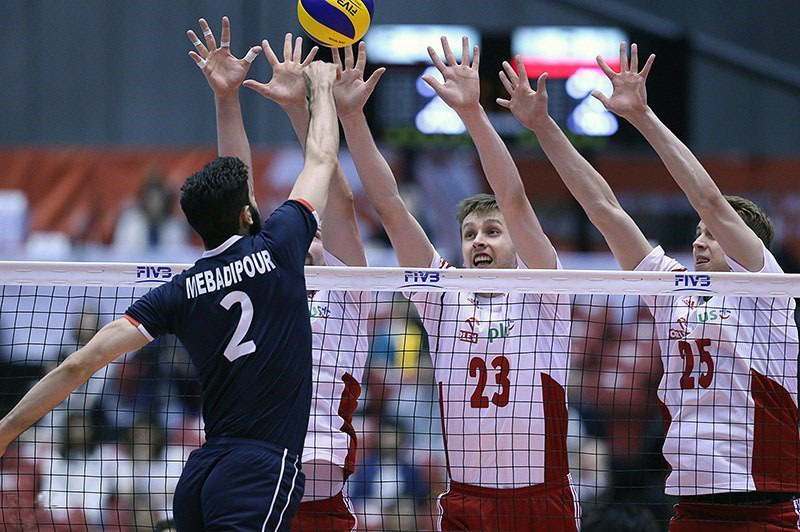
Mateusz Bieniek z numerem 23 na koszulce w meczu z reprezentacją Iranu w kwalifikacyjnym turnieju interkontynentalnym do Letnich Igrzysk Olimpijskich 2016 w Tokio, 4 czerwca 2016

Mateusz Witold Bieniek (ur. 5 kwietnia 1994 w Blachowni) – polski siatkarz, grający na pozycji środkowego, reprezentant Polski. Srebrny medalista Letnich Igrzysk Olimpijskich 2024.

## Kariera
Grał w klubie piłkarskim "POGOŃ" Blachownia w latach swojej młodości.
Do uprawiania siatkówki namówili jego rodzice oraz trener Andrzej Kuzior, a jednym z argumentów był fakt, że bardzo szybko rósł. Zaczął chodzić na treningi siatkarskie w trzeciej klasie gimnazjum. Uprawiał też boks i stoczył nawet dwie amatorskie walki. Za swoją postawę w europejskim turnieju kwalifikacyjnym do Igrzysk Olimpijskich w Berlinie dostał w prezencie od prezesa firmy Effector Leszka Cieska skodę octavię z napisem: ,,Kochamy Cię Bieniu”.
2 kwietnia 2015 roku otrzymał od trenera Stephane'a Antigi debiutanckie powołanie do szerokiej kadry reprezentacji Polski na sezon reprezentacyjny 2015. Wcześniej grał w kadrze B m.in. w Lidze Europejskiej 2014.
Debiut w kadrze narodowej miał 28 maja 2015 w wygranym meczu z Rosją (3:0) w ramach fazy interkontynentalnej Ligi Światowej zaliczając pełny mecz, zdobywając 14 punktów i przy tym statuetkę najlepszego gracza meczu.
W reprezentacji Polski rozegrał 170 meczów (stan na 9.06.2023 r.)
28 stycznia 2024 roku ustanowił rekord zdobytych punktów w jednym meczu. W 19. kolejce PlusLigi (2023/2024) zdobył w starciu z GKS-em Katowice 26 punktów – 18/22 (82% skuteczności) w ataku, do tego zaserwował 3 asy oraz 5 razy skutecznie spisał się w bloku.
W ćwierćfinale na Igrzyskach Olimpijskich 2024 w Paryżu w meczu z reprezentacją Słowenii doznał kontuzji skręcenia kostki.
16 czerwca 2025 roku miał przeprowadzoną operację kolana.

## Sukcesy klubowe
Mistrzostwa Polski Juniorów:
- 2013

Puchar Polski:
- 2017, 2019, 2024[11]

Mistrzostwo Polski:
- 2017, 2019
- 2018, 2024[12], 2025[13]

Klubowe Mistrzostwa Świata:
- 2019

Puchar Włoch:
- 2020

Superpuchar Polski:
- 2024[14]

Liga Mistrzów:
- 2025[15]

## Sukcesy reprezentacyjne
Puchar Świata:
- 2019
- 2015

Mistrzostwa Świata:
- 2018
- 2022[16]

Mistrzostwa Europy:
- 2019, 2021

Liga Narodów:
- 2023[17]
- 2021
- 2022[18], 2024[19]

Igrzyska Olimpijskie:
- 2024[20]

## Nagrody indywidualne
- 2013: Najlepszy blokujący Mistrzostw Polski Juniorów
- 2015: Najlepszy zagrywający Memoriału Huberta Jerzego Wagnera
- 2015: Największe siatkarskie objawienie 2015 roku w X plebiscycie Strefa Siatkówki
- 2016: Najlepszy środkowy turnieju kwalifikacyjnego do Igrzysk Olimpijskich 2016
- 2016: Najlepszy sportowiec 2015 roku w Świętokrzyskiem
- 2021: Najlepszy środkowy turnieju finałowego Ligi Narodów
- 2021: Najlepszy zagrywający Memoriału Huberta Jerzego Wagnera[21]
- 2022: Najlepszy środkowy turnieju finałowego Ligi Narodów
- 2022: Najlepszy środkowy Mistrzostw Świata[22]
- 2025: Najlepszy środkowy turnieju finałowego Ligi Mistrzów[23]

## Odznaczenia
- Krzyż Kawalerski Orderu Odrodzenia Polski – 9 września 2024[24][25]
- Złoty Krzyż Zasługi – 2 października 2018[26][27]